# Скворцов, Иван Александрович
Иван Александрович Скворцов — советский государственный и политический деятель, председатель Псковского областного исполнительного комитета.

## Биография
Родился в 1909 году в селе Цветном Астраханской губернии. Член ВКП(б) с 1940 года. Кандидат сельскохозяйственных наук.
С 1937 года — на хозяйственной и политической работе. В 1937—1984 гг. — руководитель группы экспедиции Всесоюзного научно-исследовательского института гидротехники и мелиорации, руководитель группы почвенно-агрономической станции Народного комиссариата земледелия СССР, главный агроном Мамлютского районного земельного отдела, заместитель председателя Исполнительного комитета, 1-й заместитель председателя Исполнительного комитета, председатель Исполнительного комитета Северо-Казахстанского областного Совета, председатель Исполнительного комитета Псковского областного Совета, начальник Магаданского областного управления сельского хозяйства, заместитель председателя Исполнительного комитета Кокчетавского областного Совета, заведующий Отделом сельского хозяйства СМ Казахской ССР, начальник Западно-Казахстанского краевого управления производства и заготовок сельскохозяйственных продуктов, 1-й заместитель председателя Исполнительного комитета Западно-Казахстанского краевого Совета, начальник Главного управления земледелия Министерства сельского хозяйства Казахской ССР, начальник Отдела, преподаватель Казахского сельскохозяйственного института.
Избирался депутатом Верховного Совета СССР 3-го созыва, Верховного Совета РСФСР 4-го созыва.
Умер 14 марта 1987 года, похоронен на Центральном кладбище.